# Karmi (Cipro)
Karmi (in greco Κάρμι?; in turco Karaman) è un villaggio di Cipro, situato a ovest di Kyrenia. È sotto il controllo de facto di Cipro del Nord, dove appartiene al distretto di Girne, mentre de iure appartiene al distretto di Kyrenia della Repubblica di Cipro. Questo villaggio è sempre stato abitato esclusivamente da greco-ciprioti.
Il villaggio nel 2011 aveva 55 abitanti.

## Geografia fisica
Il villaggio di Karmi è situato sulle pendici settentrionali della parte occidentale dei monti del Pentadaktylos, a soli cinque chilometri a sud-est di Karavas/Alsancak e a otto chilometri a sud-ovest della città di Kyrenia.

## Origini del nome
Il significato del suo nome è oscuro, anche se Goodwin suggerisce due possibilità. La prima è che possa avere un'antica origine greca, poiché nella mitologia greca Karmi è il nome della figlia di Cassiopea. La seconda possibilità è che durante il periodo medievale il villaggio appartenesse ai Carmelitani e quindi il nome Karmi fosse associato a loro. Nel 1976, i turco-ciprioti cambiarono il nome in Karaman per la somiglianza con l'originale Karmi, anche se Karaman è anche l'antico nome della catena montuosa del Tauro, nell'Anatolia meridionale, spesso visibile da Cipro. Tuttavia, il nome Karmi è ancora ampiamente utilizzato dai suoi attuali occupanti e dai turco-ciprioti in generale.

## Società

### Evoluzione demografica
Il villaggio è stato quasi sempre abitato esclusivamente da greco-ciprioti. Durante la prima metà del XX secolo la popolazione è aumentata costantemente, passando da 518 abitanti nel 1901 a 747 nel 1921. Tuttavia, per ragioni non chiare, la popolazione è scesa a 672 persone nel 1931. Dopo la Seconda guerra mondiale ci fu una temporanea ripresa, con un aumento del numero di persone fino a 741 nel 1946, ma dopo l'indipendenza di Cipro nel 1960 la popolazione scese nuovamente a 650. Negli anni '60 la popolazione continuò a diminuire. Secondo il censimento del 1973, la popolazione di Karmi era di 528 abitanti.
Tutti gli abitanti greco-ciprioti del villaggio sono fuggiti dopo il 20 luglio 1974. Attualmente, come il resto dei greco-ciprioti sfollati, i greco-ciprioti di Karmi sono sparsi in tutto il sud dell'isola. La popolazione greco-cipriota sfollata di Karmi può essere stimata in circa 520 persone, dal momento che la popolazione greco-cipriota era di 519 persone nel 1973.
Dopo lo sfollamento degli abitanti greco-ciprioti del villaggio nel 1974, il villaggio è stato ripopolato nel 1975 da alcune persone impiegate soprattutto nel settore turistico di Kyrenia. Tuttavia, la relativa distanza del villaggio dalla città di Kyrenia e le conseguenti difficoltà di trasporto hanno creato malcontento tra i nuovi abitanti. Si dice che questo malcontento abbia assunto la forma di protesta e che alcuni abbiano addirittura bruciato mobili e case. Furono immediatamente allontanati dal villaggio. Il villaggio non è mai stato considerato un luogo di trasferimento desiderabile dai turco-ciprioti, che hanno rifiutato di essere reinsediati. Di conseguenza, il villaggio rimase quasi completamente vuoto per molti anni, a parte alcuni abitanti europei che vi avevano risieduto prima del 1974. Negli anni '80, il degrado del villaggio ha convinto le autorità turco-cipriote a permettere agli stranieri di prendere le case del villaggio in affitto a lungo termine, a condizione che le restaurassero. Attualmente quasi tutti gli abitanti di Karmi sono europei che hanno accettato l'offerta delle autorità di contratti di locazione a lungo termine e hanno restaurato le case del villaggio. Sebbene il censimento del 2006 indichi che a Karmi vivevono stabilmente solo 85 persone, durante alcuni periodi di vacanza il numero di abitanti può arrivare fino a 300. Poiché nella parte bassa di Karmi (Aşağı Karaman) sono state costruite nuove abitazioni, quest'area è più popolata del villaggio vero e proprio. Secondo il censimento del 2006, la popolazione di Karmi Inferiore/Aşağı Karaman era di 565 abitanti.